# Нощни гущери
Нощните гущери (Xantusiidae) са семейство дребни гущери. Повечето видове са живораждащи, с изключение на тези от род Cricosaura. Средната им дължина е от по-малко от 4 см до малко над 12 см. Семейството включва три живи рода, с приблизително 37 вида. Родовете са разделени по географски обхват: Xantusia в югозападната част на Северна Америка и Долна Калифорния, Cricosaura в Куба и Lepidophyma, най-многобройният род нощни гущери, в Централна Америка. Известни са и три фосилни рода: Catactegenys, Palepidophyma, Palaeoxantusia.

## Описание
Физически нощните гущери се характеризират със сравнително плоски тела и глави. Главите им са покрити с големи, гладки плочи, докато телата им имат по-груба, зърнеста кожа. Очите им, подобно на тези на змиите, са покрити с неподвижни, прозрачни мембрани, които служат за клепачи. Подобно на много други гущери почистват тези мембрани с помощта на езика си. Зениците им са елипсовидни, което позволява повече светлина да проникне в окото при ниска осветеност, отколкото при кръгли зеници.

## Начин на живот
Първоначално се е смятало, че нощните гущери са нощни животни (откъдето и името на семейството), поради потайния си начин на живот, но впоследствие е установено, че са активни денем, но в тъмни места. Нощните гущери са еволюирали да живеят в много тесни екологични ниши (т.нар. „специализация на микрообитания“), като скални пукнатини или влажни трупи, и могат да прекарат целия си живот под една и съща повърхност.
Хранят се с насекоми, а понякога и с растения.
В противовес на репродуктивните стратегии на повечето дребни гущери, нощните гущери имат много ниска репродуктивна скорост, като няколко вида раждат само едно или две потомства след период на бременност от около три месеца. Обикновено им отнема няколко години, за да достигнат полова зрялост. Скритият начин на живот на нощните гущери обаче е допринесъл за високата продължителност на живота им.